# アーベル (デンマーク王)
アーベル（Abel、1218年 - 1252年6月29日）は、デンマーク王（在位：1250年 - 1252年）。ヴァルデマー2世と妃ベレンガリアの子。エーリク4世の弟、クリストファ1世の兄。即位から僅か1年半で戦死した。

## 生涯
兄エーリク4世がアーベルとの1年にわたる対立の末、アーベルの2人の部下によって殺害されたので、スレースヴィ（シュレースヴィヒ）公（在位：1232年 - 1252年）であったアーベルは1250年11月1日に王位を継承した。アーベルと24人の貴族達は「アーベルはエーリク4世の殺害に関与していない」という公式の宣言（2ダースの宣言（dobbelt tylvter-ed）と呼ばれる）を発表したが、エーリク4世はアーベルの命令によって殺害されたと広く信じられた（現在でも）。世間では『旧約聖書』創世記の故事にちなんで、「号はアベル、業はカイン（"Abel af navn, Kain af gavn"）」と囁かれた。
しかし、アーベルは1252年6月29日にフリースラントへ遠征、戦死した。王妃メヒティルドとの間に生まれた息子のヴァルデマーは身代金のためにケルン大司教に捕らえられていたため、最年少の弟がクリストファ1世として1252年のクリスマスに即位した。

## 子女
1237年、ホルシュタイン伯アドルフ4世の娘メヒティルト（マティルデ）と結婚した。
- ヴァルデマー3世（1238年 - 1257年） - シュレースヴィヒ公（3世）（1254年 - 1257年）
- ソフィー（1240年 - 1284年以降） - アンハルト＝ベルンブルク侯ベルンハルト1世と結婚
- エーリク（1272年没） - シュレースヴィヒ公（1世）（1257年 - 1272年）
- アーベル（1252年 - 1279年）